# 聖バルバラ

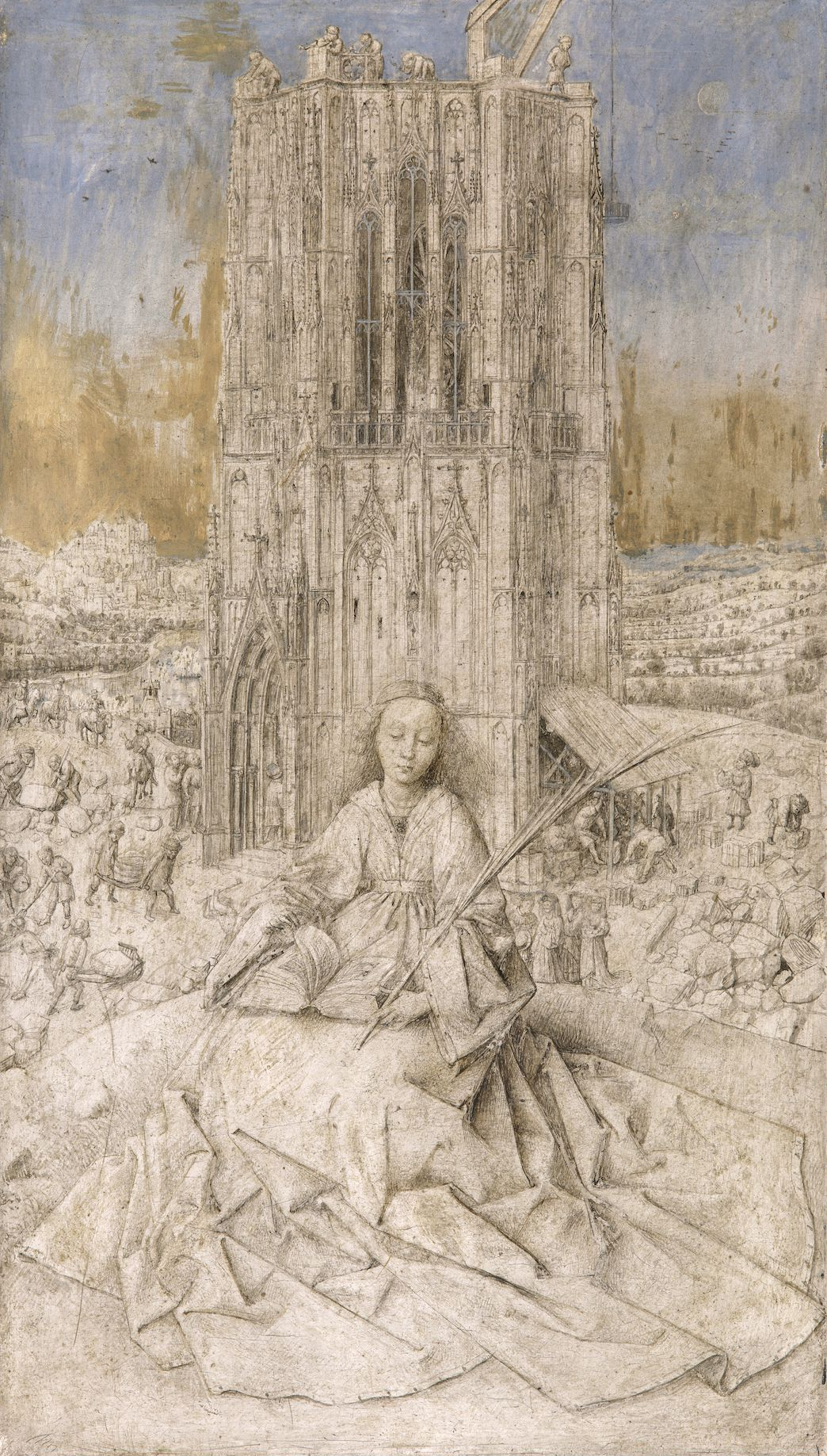
ヤン・ファン・エイク『聖女バルバラ』（アントウェルペン王立美術館、1437年）

聖バルバラ（希: Αγία Βαρβάρα, 羅: Sancta Barbara）は、正教会、非カルケドン派、一部の東方典礼カトリック教会で崇敬される聖人（カトリック教会では現在、聖人暦から外れている・後述）。ニコメディアのバルバラとも。建築家や石工、砲手、消防士、鉱夫、囚人の守護聖人である。3つの窓をもつ塔、棕櫚の枝、孔雀の羽根、剣、聖杯、稲妻、本などと共に描かれる。記念日は12月4日（ユリウス暦使用教会では12月17日に相当）。
正教会ではイリオポリの聖大致命女ワルワラと呼称される。「ワルワラ」のギリシャ語表記は"Βαρβάρα"だが、古典ギリシャ語再建音の「バルバラ」が西欧に伝わったのに対し、中世以降から現代に至るギリシャ語の読みであるヴァルヴァラが東欧・スラヴに伝わり、教会スラヴ語で"Варвара"（ヴァルヴァラ）と転写された事に由来する。日本正教会に伝わった際、"V"音は"W"音で転写される事が多く、このため日本正教会ではワルワラと転写されるに至った。

## 伝説

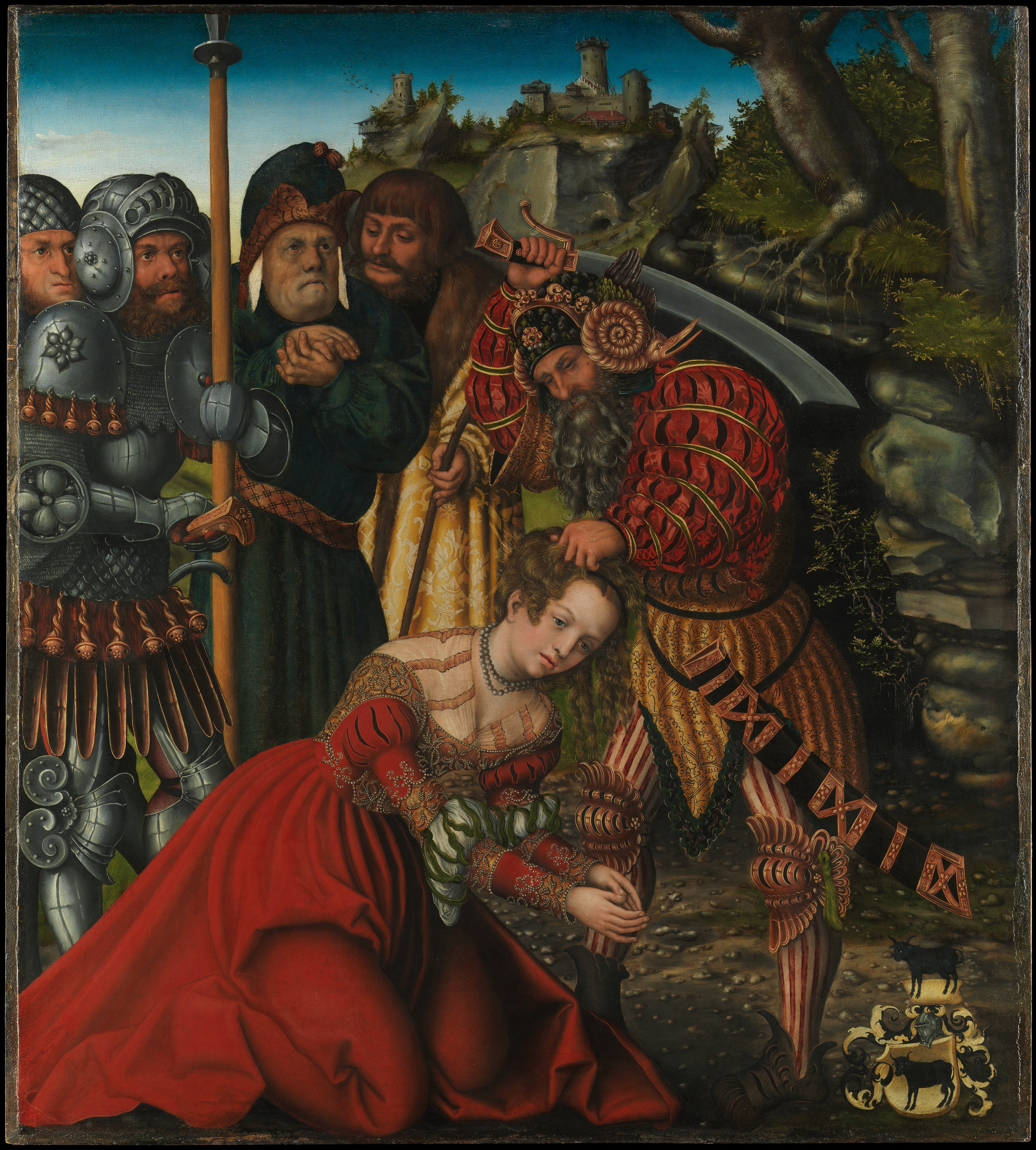
ルーカス・クラナッハ『聖バルバラの殉教』（メトロポリタン美術館、1510年ごろ）

バルバラはキリスト教が禁じられていた3世紀のローマ帝国で、ニコメディアの富裕な家庭に生まれた。求婚者たちから美しい娘を遠ざけようとした非キリスト教徒の父、ディオスコロスによって、バルバラは塔の中で生活することになる。その幽閉生活の中で彼女はキリスト教への信仰に目覚めた。ある日、2つの窓のある浴室が塔内に建設されることになった際、バルバラは窓を3つに増やさせた。この理由を三位一体を表すためとしたことから、娘がキリスト教徒であることを知った父は激昂し、手にかけようとする。
その瞬間、岩が2つに裂け、バルバラを包んで連れ去った。しかし、彼女を発見した羊飼いはその居場所を彼女の父親に密告してしまう。その後、羊飼いの羊たちはイナゴに姿を変えられた。一方、捕らえられたバルバラはキリスト教を信仰した廉によって、火で身体を焼かれるなどの拷問を受けた。しかし、翌朝には神のもたらした奇跡によって傷は癒され、その裸身は白い薄衣で人目に直接触れないように覆われたとされる。12月4日、剣によって彼女は殉教したが、その父は後に稲妻に打たれて死んだという。

## 崇敬
十四救難聖人の一人で、発熱や急死から人々を護る。鉱山や火を扱うなど危険な場所で働く人々の守護聖人である。イタリアおよびスペインでは船や砦の弾薬庫での暴発事故を避けるため、聖女バルバラの像をおき、弾薬庫自体を聖人にちなんで「サンタ・バルバラ」と呼んだ。フランスではトンネル工事の際に聖バルバラの像を置く。
拷問を受けていたバルバラが手折った枝から花が咲いたという逸話から、ドイツやフランスのアルザス地方ではサクラやアンズ、リンゴ、レンギョウなどの枝を12月4日の聖バルバラの日に水にさし、クリスマスの頃についた花の数で幸福を占う。この占いのための枝をバルバラの枝という。同様に聖バルバラの日に水に浸した小麦がクリスマスに芽吹いた数によって翌年の豊凶を占うということも行われ、これらの麦はバルバラの麦と呼ばれた。また、ドイツの諺に「白い衣装のバルバラは良き夏の季節を告知する」といい、聖バルバラの日に降る雪は翌年の夏の豊作を示すものと考えられた。
広く民間に崇敬を集めた聖人であるが、カトリック教会では歴史的に実在した証明ができないことを理由として、1969年に聖バルバラを聖人暦から外している。